# 丹尼尔·迈克尔·戴维斯
丹尼尔·迈克尔·戴维斯（1970年—）是伦敦帝国理工学院生命科学系主任兼免疫学教授，之前是曼彻斯特大学的免疫学教授。他的研究使用顯微鏡來研究免疫細胞生物學，這有助於理解免疫細胞如何相互作用。他共同发现了免疫突触和膜纳米管。
戴维斯拥有斯特拉斯克萊德大學物理学博士学位，曾任帝国理工学院分子免疫学教授和曼彻斯特大学炎症研究合作中心的研究主任，是免疫学自然杂志公认的领域专家。

## 代表作
- 《身体的秘密：探索人类生物学的六大突破》（The Secret Body）
- 《完美治愈：激发自身免疫力》（The Beautiful Cure: Harnessing Your Body’s Natural Defences）
- 《你为什么与众不同：相容性基因》（The Compatibility Gene）

## 研究
戴维斯与哈佛大学的杰克·施特罗明格合作，展示了自然杀伤细胞的结构化免疫突触。戴维斯还共同发现了膜纳米管，这是一种新型亚细胞结构，可以在细胞之间运输分子和细胞器，并被病原体利用。